# Musée Sinebrychoff
Le musée Sinebrychoff (en finnois : Sinebrychoffin taidemuseo) est situé sur Bulevardi dans le quartier Punavuori à Helsinki. C'est le seul musée contemporain exposant de l'art européen ancien. Il est l'une des composantes de la Galerie nationale de Finlande.

## Description
Le musée expose de nombreuses collections personnelles qui lui furent léguées. On y trouve des œuvres d'art et des produits d'art industriel collectées par le commerçant Paul Sinebrychoff (1859–1917) que sa femme Fanny née Grahn (1862–1921) a légués en 1921 à l'État finlandais. 
Le bâtiment a été construit en 1842 par l'oncle de Paul Sinebrychoffin le commerçant Nikolai Sinebrychoff. Sur son côté ouest la Brasserie Sinebrychoff fonctionna des années 1800 jusqu'en 1992. À l'arrière du musée se trouve le parc Sinebrychoff qui appartient à la Ville d’Helsinki. Toutefois, il n'y eut en fait que peu de constructions, malgré les projets des années 1960.

## Galerie d’œuvres du Musée

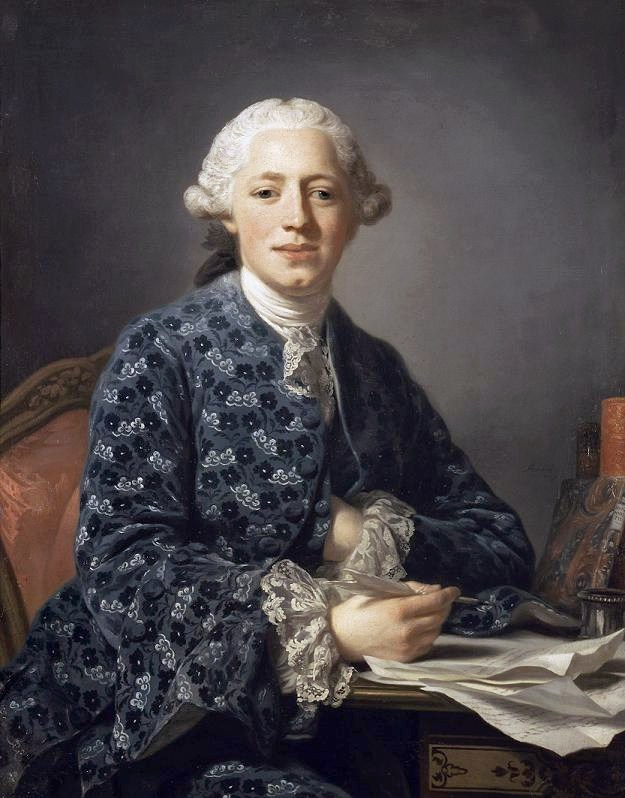
Le Baron Thure Leonard Klinckowström (1735-1821) par Alexander Roslin.
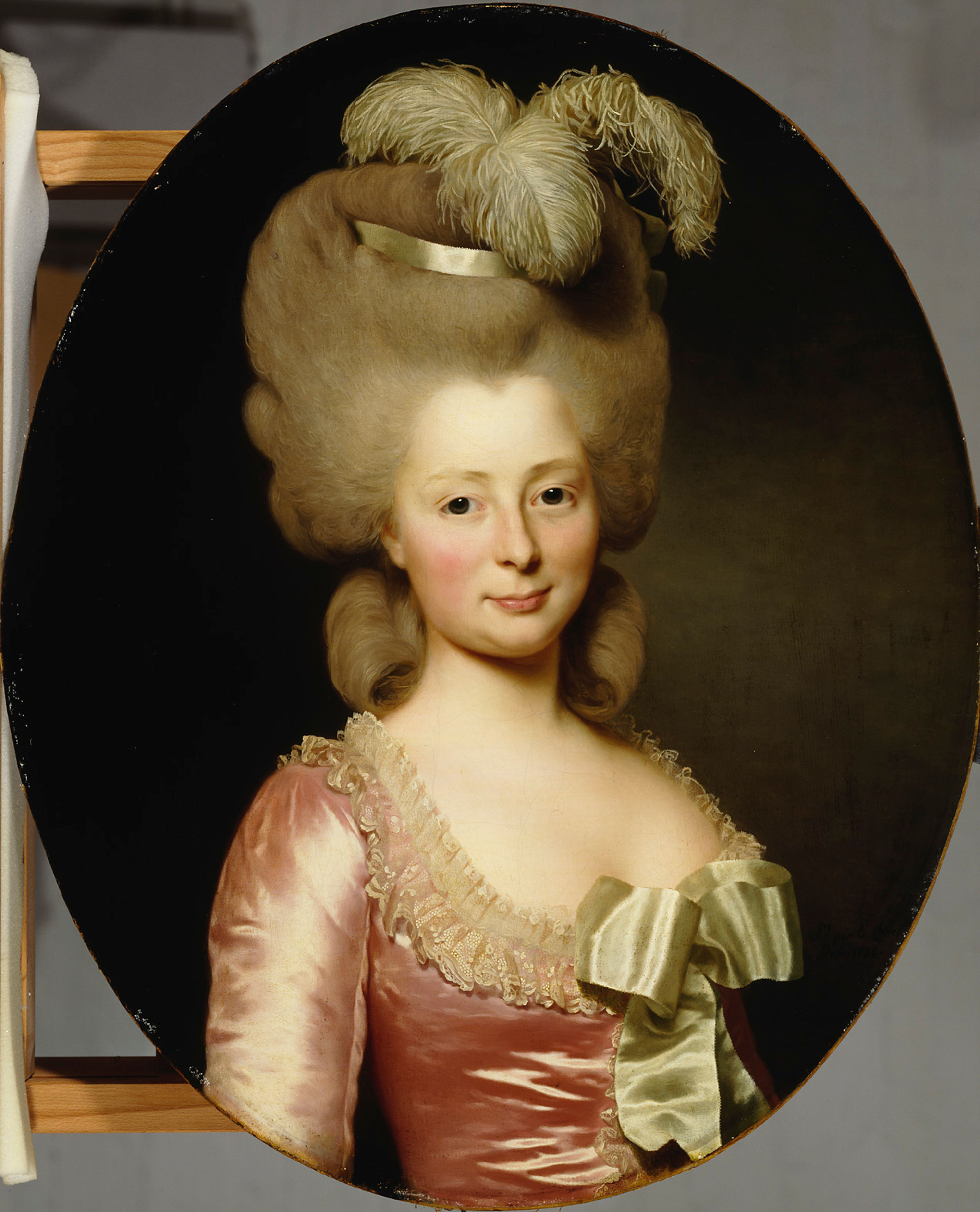
Portait d'une Dame par Alexander Roslin.
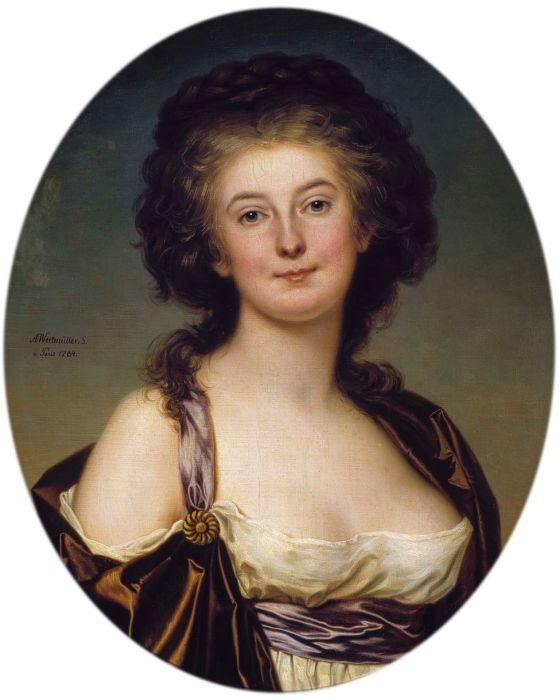
Mademoiselle Charlotte Eckerman (1759-1790), Chanteuse d'opéra suédoise par Adolf Ulrik Wertmüller.
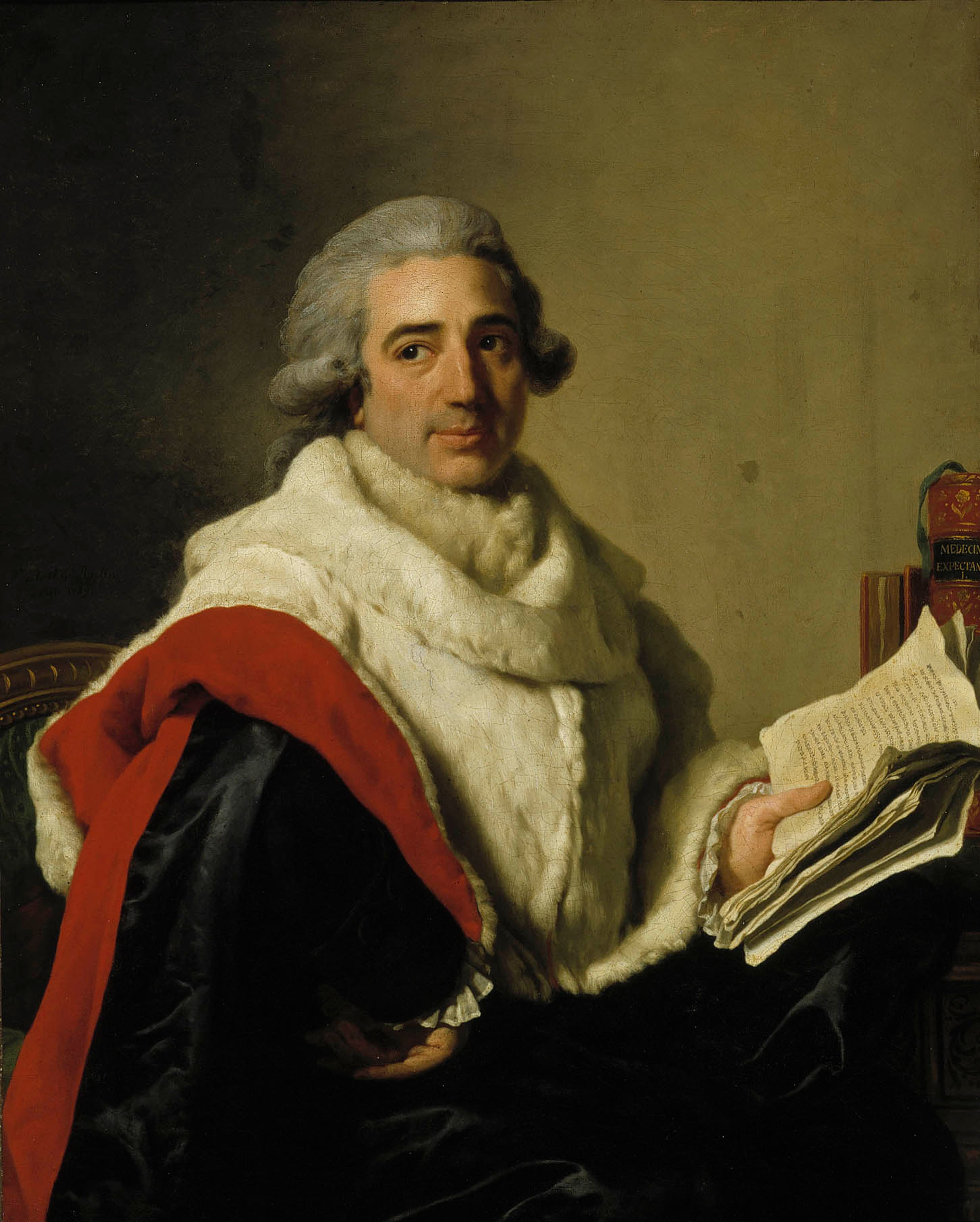
Jean-Baptiste Eugénie Du Mangin ou Jean-Baptiste Dumangin, (1744-1826) médecin, par Alexander Roslin Paris 1789.